# Воскресеновский сельский округ (Северо-Казахстанская область)
Воскресеновский сельский округ (каз. Воскресенов ауылдық округі) — административная единица в составе Мамлютского района Северо-Казахстанской области Казахстана. Административный центр — село Воскресеновка. Аким сельского округа — Мищенко Виктор Викторович.
Население — 1426 человек (2009, 1911 в 1999, 2363 в 1989).
В сельском округе имеется 3 школы, 3 мини-центра для детей дошкольного возраста, дом культуры, 2 библиотеки, фельдшерский пункт, 2 медицинских пункта.
Село Интернациональное было ликвидировано в 2000-е годы.

## Состав
В состав округа входят такие населенные пункты:
| Населенный пункт        | Население, человек (1989) | Население, человек (1999) | Население, человек (2009) |
| ----------------------- | ------------------------- | ------------------------- | ------------------------- |
| Воскресеновка, село     | 1216                      | 1163                      | 931                       |
| Интернациональное, село | 461                       | 96                        | -                         |
| Искра, село             | 350                       | 435                       | 299                       |
| Становое, село          | 336                       | 313                       | 196                       |